# Vasco Santana
Vasco Rodrigues Santana OSE (Benfica, Lisboa, 28 de janeiro de 1898 — Camões, Lisboa, 13 de junho de 1958), mais conhecido como Vasco Santana, foi um ator português.

## Biografia

### Nascimento e casamentos
Nasceu na Rua Direita, n.º 185, em Benfica, em 28 de janeiro de 1898, filho do escritor e proprietário Henrique Augusto Santana (São José, Lisboa, 8 de outubro de 1873 – 1950) e de sua mulher Maria Filomena Rodrigues Santana (Pernambuco, Brasil, 1875 – Lisboa, 1957), neto paterno de José António de Santana e de Eugénia Elvira Ferreira Santana, materno de António Henrique Rodrigues e de Ana Angélica dos Santos Rodrigues. Foi batizado a 14 de maio de 1898 na Igreja Paroquial da Nossa Senhora do Amparo de Benfica, em Lisboa.
A 21 de julho de 1921, casou civilmente no Rio de Janeiro com Arminda Martins (São Mamede, Lisboa, 27 de junho de 1904 – Ramada, Odivelas, 11 de janeiro de 2000), filha ilegítima do maquinista teatral Henrique Martins e de Florinda Gomes, ambos naturais de Lisboa (ele da freguesia de Santa Isabel e ela da freguesia das Mercês). Deste casamento nasceu outro conhecido actor português, Henrique Santana.
Em 1925, ainda casado com Arminda Martins, volta ao Brasil e regressa num relacionamento com a atriz Aldina de Sousa. Em 1926, nasce o filho de ambos, José Manuel, produtor da RTP. Em 1930, Aldina de Sousa morreu com uma septicemia. Apenas em 1933, por sentença transitada em julgado a 16 de outubro desse ano, foi decretado o divórcio entre Vasco Santana e Arminda Martins.
A 14 de agosto de 1941, casou segunda vez na Capela de Nossa Senhora da Piedade, na Quinta da Capela (propriedade dos Duques de Cadaval), freguesia de São Martinho, em Sintra, com a atriz Mirita Casimiro. Ambos formaram uma dupla de representação muito popular e até uma companhia de teatro. No entanto, uma polémica separação judicial decretada por sentença de 20 de junho de 1947 obrigou Mirita Casimiro, banida dos palcos portugueses por influência do ex-marido, a sair do país e tentar a sua sorte no meio da representação no Brasil. Uma vez que não foi decretado o divórcio, ambos permaneceram casados até à morte de Vasco Santana, em 1958.
O seu último casamento não gerou descendência, mas foi ainda pai de João Vasco Santana, médico, fruto do seu relacionamento com Ivone Fernandes, a sua companheira até ao final da sua vida.

### Vida artística e influência
Adorado pelo povo português, Vasco Santana será, para todo o sempre, um marco incontornável da arte da representação. Actor genial, ao nível dos maiores do mundo, marcou para sempre a comédia à portuguesa. De enorme sensibilidade, dotado de invulgares técnicas teatrais, transformou-se num mito do cinema nacional. É impossível esquecer a sua famosa dupla com Laura Alves ou as suas célebres frases, marcas do cinema português e das nossas vidas.
As pegadas deste gigante da representação fazem-se sentir na rádio, no cinema e no teatro. Existem centenas de imagens e sons que se atropelam para exibir a obra deste magnifico actor e ao mesmo tempo exibir o melhor da representação em Portugal. As linhas da sua biografia não valem uma cena de um dos seus filmes. A arte sempre lhe correu pelas veias, por isso desistiu do curso de arquitectura e seguiu a paixão pela pintura, frequentando a Escola de Belas-Artes. Mas não foi a desenhar ou a pintar telas que Vasco Santana alcançou a fama e se tornou célebre. Foi na arte da representação. 
Aos 19 anos, depois de repetidamente ver a peça O Beijo, de Arnaldo Leite e Carvalho Barbosa, no Teatro Avenida, Vasco Santana é convidado a substituir o actor Artur Rodrigues e, assim, faz, no ano de 1917, a sua primeira estréia teatral pública, com o papel de Palavreado. Devido ao seu inesgotável talento, a representação não podia ser outra coisa senão um êxito. Daí em diante nunca mais parou. Com as suas habituais manobras de genialidade no palco, levava ao delírio centenas de admiradores. 
Vasco Santana abandona então o curso de belas-artes e dedica-se exclusivamente à carreira dramática, fazendo longas temporadas no Teatro São Luiz e viajando ao Brasil em digressões das companhias teatrais em que trabalhava. 
Enalteceu a comédia onde alcançou o estatuto de estrela de cinema, protagonizando filmes como A Canção de Lisboa, de 1933, em que contracena com Beatriz Costa e António Silva; O Pai Tirano, em 1941, em que faz dupla com Ribeirinho e no qual com a sua brilhante actuação protagoniza a acção e cria situações brilhantes e inigualáveis de um humor extremo; e O Pátio das Cantigas, em 1942, em que concebe alguns dos seus mais bem sucedidos trabalhos no cinema, como o monólogo com o candeeiro ou os diálogos com António Silva carregados e repletos de trocadilhos - “Ó Evaristo, tens cá disto?”... 
A representação teatral acompanhou-o durante toda a sua carreira, fazendo-o quase até ao fim da sua vida, e, cada vez que subia ao palco, oferecia ao público a alegria e a boa-disposição que lhe eram intrínsecas, demonstrando o seu carácter pícnico. Mas Vasco Santana não fez só comédias, entrou também em algumas peças dramáticas, como “Três Rapazes e Uma Rapariga”. Brilhou de igual maneira transmitindo grande humanidade às personagens. Tinha talento nato, mas também dominava as técnicas de representação e sabia como ninguém improvisar. 
O multifacetado actor, que também conheceu o sucesso na rádio, criou personagens como Zequinha, da série O Zequinha e a Lelé, com Irene Velez, nos anos de 1947 e 1948.
A 17 de Janeiro de 1946 foi agraciado com o grau de Oficial da Ordem Militar de Sant'Iago da Espada.

### Saúde e declínio
Tendo tido uma vida de excessos no tabaco, comida e bebida, a sua saúde deteriorou-se com o passar dos anos. Sofrendo de cirrose hepática, diabetes e com uma obesidade quase mórbida, Vasco Santana chegou a ser alvo de duras críticas pela forma como perdeu vitalidade e se deixou consumir pelo excesso. Em crítica à peça Caso Barlon, uma das últimas em que subiu a palco, Heitor Roque escreveu no Diário de Lisboa: “Raras vezes, nas nossas crónicas sobre teatro, nos referimos a Vasco Santana (…) é que preferimos o silêncio a termos que ser desagradáveis.” A 12 de maio de 1958 é operado na CUF à cirrose de que padecia e lançou-se o boato de que tinha morrido. Apesar de não ser verdade e do boato ter sido desmentido. 

### Morte
Acabou por morrer cerca de um mês depois, no dia 13 de junho de 1958, em sua casa, na Rua Barata Salgueiro, na freguesia de Camões, por volta das nove e trinta, vitimado, por uma embolia pulmonar, tinha 60 anos.
O funeral realizou-se no Cemitério dos Prazeres no dia seguinte, a 14 de junho de 1958, tendo o corpo saído em cortejo da Igreja dos Mártires. Alípio Garcia, jornalista, descreve o funeral da seguinte maneira “O povo de Lisboa, que ao longo de quarenta anos se habituou a aplaudir e a estimar Vasco Santana, considerando-o mais do que amigo íntimo, um parente muito querido, prestou, através das ruas da cidade e no cemitério dos Prazeres, uma das mais expressivas e emotivas homenagens até hoje dedicadas a um artista português no dia do seu funeral. Milhares e milhares de pessoas, muitas das quais o conheciam apenas do palco, das telas do cinema e dos recetores de rádio e televisão (…) desfilaram, em filas compactas, muitos com os olhos arrasados de lágrimas, pela câmara ardente armada na basílica dos Mártires, em cujas cercanias foi necessário estabelecer um serviço de ordem para regularidade do trânsito. Ia aumentando a afluência de povo no Chiado, Praça Luís de Camões e ruas vizinhas. Dentro do templo, não tinham conta os ramos e as coroas de flores. O calor asfixiava. A massa de gente era tal que foram necessários longos minutos para se percorrer o espaço entre a porta e a câmara mortuária, no lado esquerdo do altar-mor.”
Está sepultado no Jazigo dos Artistas Dramáticos do Cemitério dos Prazeres.

## Carreira

### Ator
- Dinheiro dos Pobres, O (1956) .... Marques
- O Costa d'África (1954) .... Tio Bernardo Costa
- O Comissário de Polícia (1953) .... Rolinho
- Eram Duzentos Irmãos (1952) .... Fernão Mentes Minto
- Zé Analfabeto e o Trânsito, O (1952) .... Zé Analfabeto
- Zé Analfabeto Faz Exame, O (1952) .... Zé Analfabeto
- Zé Analfabeto na Vida Corrente, O (1952) .... Zé Analfabeto
- Zé Analfabeto nos CTT, O (1952) .... Zé Analfabeto
- Zé Já Não É Analfabeto, O (1952) .... Zé Analfabeto
- Ribatejo (1949)
- Não Há Rapazes Maus (1948)
- Fado, História d'uma Cantadeira (1947) .... Joaquim Marujo
- Camões (1946) .... Malcozinhado
- O Pátio das Cantigas (1942) .... Narciso
- O Pai Tirano (1941) .... Mestre José Santana
- A Grande Nicolau (1935)
- A Canção de Lisboa (1933) .... Vasco
- Lisboa (1930)
- A Menina Endiabrada (1929)

### Escritor
- Costa d'África, O (1954)
- Pátio das Cantigas, O (1942)
- Pai Tirano, O (1941)
- Famalicão (1941)
- Maria Papoila (1937)

### Narrador
- Famalicão (1941)